# Morts ou vifs
Morts ou vifs (titre original : Most Wanted) est un roman de science-fiction de Rae Carson s'inscrivant dans l'univers étendu de Star Wars. Publié aux États-Unis par Del Rey Books en 2018, puis traduit en français et publié par les éditions Pocket en 2019,, il se déroule quatorze ans avant la bataille de Yavin.